# Phân thứ bộ Quạ
Phân thứ bộ Quạ (danh pháp khoa học: Corvides) là một nhánh chim thuộc bộ Sẻ (Passeriformes). Corvides trước đây được coi là Corvoidea lõi, nhưng lịch sử tiến hóa, địa sinh học, hành vi và hình thái sinh thái của Corvides đã được nghiên cứu rộng rãi. Corvides dường như đại diện cho một nhánh bức xạ thích nghi, khi chúng xuất hiện ở tất cả các lục địa ngoại trừ Nam Cực.

## Phân loại học
Corvides bao gồm các họ sau đây:
- Cinclosomatidae
- Mohouidae
- Neosittidae
- Liên họ Corvoidea
  - Corcoracidae
  - Corvidae
  - Dicruridae
  - Laniidae
  - Melampittidae
  - Monarchidae
  - Paradisaeidae
  - Platylophidae
  - Rhipiduridae
- Liên họ Malaconotoidea
  - Aegithinidae
  - Artamidae
  - Machaerirhynchidae
  - Malaconotidae
  - Pityriaseidae
  - Platysteiridae
  - Rhagologidae
  - Vangidae (bao gồm cả Prionopidae)
- Liên họ Orioloidea
  - Campephagidae
  - Eulacestomatidae
  - Falcunculidae
  - Ifritidae
  - Oreoicidae
  - Oriolidae
  - Pachycephalidae
  - Paramythiidae
  - Psophodidae
  - Vireonidae